# Anarco-naturismo

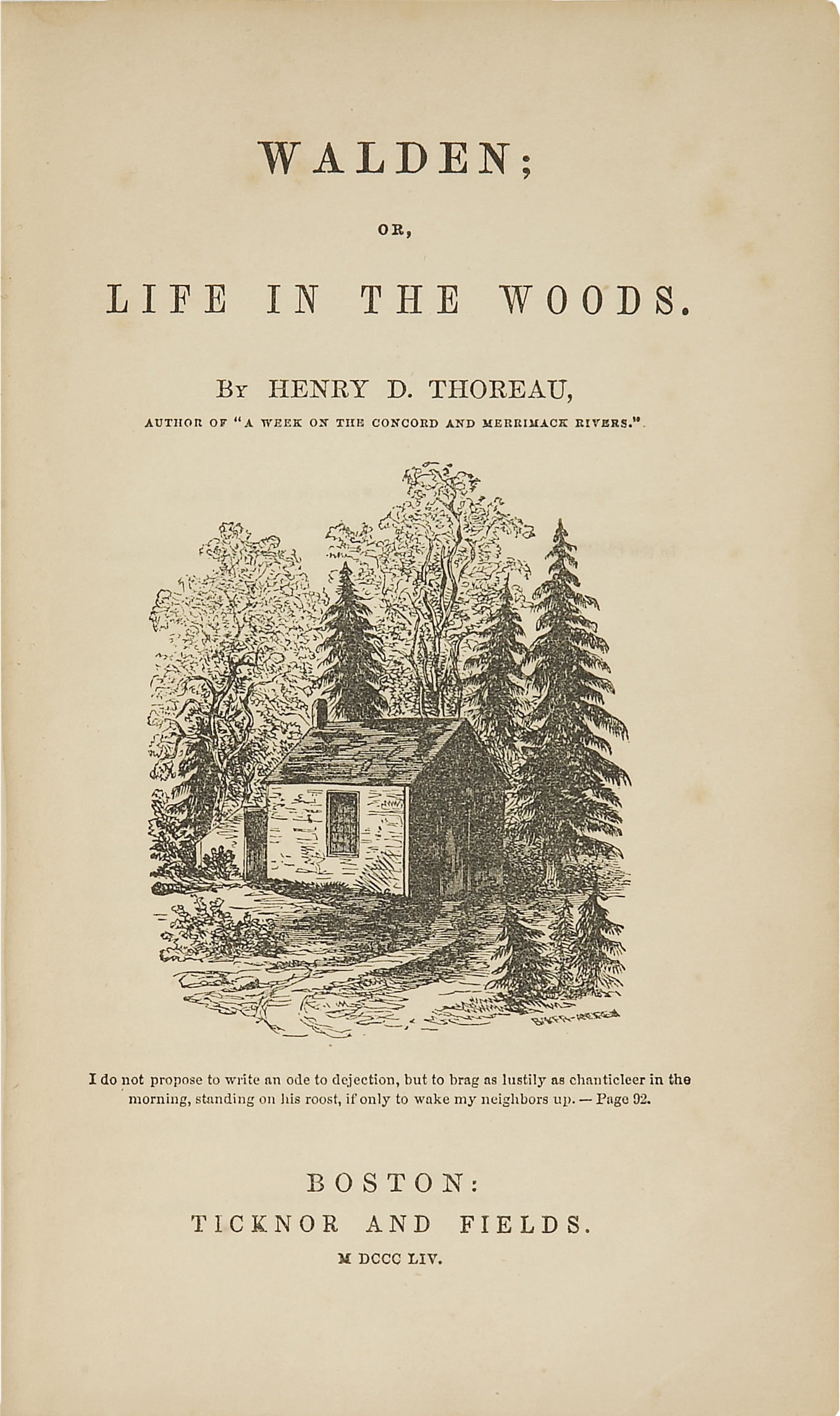
Copertina di Walden, ovvero La vita nei boschi (1854) scritto da Henry David Thoreau, uno dei pionieri del pensiero anarco-naturista.

Anarco-naturismo (o anche naturisti anarchici) è un movimento nato alla fine del XIX secolo come unione delle filosofie anarchiche e naturista. Ha avuto significativa importanza all'interno dei circoli anarco-individualisti spagnoli, francesi, portoghesi e cubani.
Gli anarco-naturisti sostengono il vegetarianismo, l'amore libero, il nudismo, il trekking e una visione del mondo ecologica all'interno di gruppi anarchici e al fuori di essi. Gli anarco-naturisti promuovono una visione del mondo ecologica, la creazione di piccoli ecovillaggi e una visione del nudismo quale sistema per evitare l'artificiosità della società industriale di massa della società moderna.